# Deep Forest (альбом)
Deep Forest — дебютный одноимённый альбом французской этно-электронной группы Deep Forest, изданный в 1992 году.

## Об альбоме
Композиции альбома новой группы построены на семплировании африканских песнопений. Оригиналы были взяты из Ганы, Сенегала, Камеруна, Бурунди и Центральноафриканской Республики. Альбом имел широкий успех по всему миру и был продан в количестве свыше 2,5 миллионов экземпляров.

## Список композиций
| №   | Название                      | Музыка                                | Длительность |
| --- | ----------------------------- | ------------------------------------- | ------------ |
| 1.  | «Deep Forest»                 | Эрик Муке / Мишель Санчес             | 5:33         |
| 2.  | «Sweet Lullaby»               | Эрик Муке / Мишель Санчес             | 3:54         |
| 3.  | «Hunting»                     | Эрик Муке / Мишель Санчес             | 3:27         |
| 4.  | «Night Bird»                  | Эрик Муке / Мишель Санчес             | 4:18         |
| 5.  | «The First Twilight»          | Cooky Cue / Эрик Муке / Мишель Санчес | 3:18         |
| 6.  | «Savana Dance»                | Cooky Cue / Эрик Муке / Мишель Санчес | 4:26         |
| 7.  | «Desert Walk»                 | Эрик Муке / Мишель Санчес             | 5:14         |
| 8.  | «White Whisper»               | Эрик Муке / Мишель Санчес             | 5:46         |
| 9.  | «Second Twilight»             | Cooky Cue / Эрик Муке / Мишель Санчес | 3:00         |
| 10. | «Sweet Lullaby» (ambient mix) | Эрик Муке / Мишель Санчес             | 3:47         |